# Писеевское (сельское поселение)
Писеевское — упразднённое муниципальное образование со статусом сельского поселения в составе Алнашского района Удмуртии.
Административный центр — деревня Писеево.
Образовано в 2004 году в результате реформы местного самоуправления.
Законом Удмуртской Республики от 23 апреля 2021 года № 27-РЗ к 9 мая 2021 года упразднено в связи с преобразованием муниципального района в муниципальный округ.

## Географические положение
Находится на востоке района, граничит:
- на западе и севере с Можгинским районом
- на востоке с Республикой Татарстан
- на юге с Удмурт-Тоймобашским сельским поселением

Общая площадь поселения — 6228 гектар, из них сельхозугодья — 5403 гектар.

## Население
| 2008 | 2010 | 2012 | 2013 | 2014 | 2015 |
| ---- | ---- | ---- | ---- | ---- | ---- |
| 993  | ↘945 | ↘920 | ↘900 | ↘860 | ↘847 |
| 2016 | 2017 | 2018 | 2019 | 2020 | 2021 |
| ↘846 | ↘823 | ↘804 | ↘797 | ↘791 | ↗884 |

## Населённые пункты
| Название                         | Статус населённого пункта | Население 2008 год | Почтовый индекс | ОКАТО          |
| -------------------------------- | ------------------------- | ------------------ | --------------- | -------------- |
| Писеево (административный центр) | деревня                   | 275                | 427892          | 94 202 870 001 |
| Нижний Сырьез                    | деревня                   | 495                | 427892          | 94 202 870 004 |
| Оркино                           | деревня                   | 223                | 427892          | 94 202 870 003 |